# Parc d'État d'Alafia River
Le parc d'État d’Alafia River (anglais : Alafia River State Park) est une réserve naturelle située dans l'État de Floride, au sud-est des États-Unis, dans le comté de Hillsborough.

## Histoire
L’extraction du phosphate a commencé dans la région au XIXe siècle. À son apogée, la mine Lonesome appartenait à American Cyanamid, puis à sa filiale Brewster Phosphates, qui a creusé la zone avec des pelles à benne traînante jusqu’à ce qu’il ne soit plus rentable commercialement de le faire. En 1993, Brewster Phosphates a été transférée d’American Cyanamid à Cytec Industries. En 1996, Cytec a fait don du terrain à l’État de Floride pour qu’il l’utilise comme parc à perpétuité. Depuis, la forêt a repoussé.

## Tourisme
Le parc offre des commodités telles que le vélo, l’observation des oiseaux, le canoë, la pêche, la randonnée, les sentiers équestres, les aires de pique-nique, l’observation de la faune et des installations de camping. Particulièrement connu pour son vélo de montagne, il offre de nombreuses pistes de VTT.